# Elicarlos
Elicarlos Souza Santos, detto Elicarlos (Laranjeiras, 8 giugno 1985), è un calciatore brasiliano, centrocampista svincolato.

## Caratteristiche tecniche
Gioca come centrocampista difensivo.

## Carriera

### Club
Cresciuto nelle giovanili del Porto di Caruaru, fu mandato in prestito al Náutico, squadra della capitale dello Stato di Pernambuco, Recife, per disputare il Campeonato Brasileiro Série A 2007.
Nel 2008 si è trasferito al Cruzeiro per disputare la Coppa Libertadores.

## Palmarès
- Campionato Mineiro: 2

Cruzeiro: 2008, 2009